# Fini Henriques
Valdemar Fini Henriques, född 20 oktober 1867 i Köpenhamn i Danmark, död 27 oktober 1940 i Köpenhamn, var en dansk kompositör och musiker (violin). 
Henriques lärde sig spela piano av sin mor, fick senare Valdemar Tofte till lärare i violinspel och Johan Svendsen i musikteori och komposition. Åren 1888–91 studerade han vid musikhögskolan i Berlin, särskilt violinspel under Joseph Joachim. Efter sin hemkomst vann han snabbt högt anseende och anställdes 1892 i Det Kongelige Kapel, först som altviolinist, senare som violinist, men lämnade 1896 denna anställning för att helt kunna ägna sig åt komposition och konsertverksamhet. 
Henriques gjorde sig känd som en mycket populär solist och kammarmusikspelare, hyllad för sin mest i lättfattlig nyromantisk still hållna kompositioner. Han var för övrigt produktiv inom olika musikgenrer men gjorde sig mest känd som dramatisk tonsättare, särskilt genom musiken till Holger Drachmanns Vølund Smed, Carl Ewalds Canta, baletten Den lille Havfrue (1910, efter H.C. Andersen) samt operan Stærstikkeren (1927).

## Utmärkelser
- Riddare av Dannebrogorden,  1921[2]
- Dannebrogsmännens hederstecken,  1937[2]

[Redigera Wikidata]